# 時空警察シリーズ
「時空警察シリーズ」（じくうけいさつリーズ）は、日本のSF舞台作品のシリーズ。時空警察ヴェッカーシリーズの原作者・畑澤和也が、『時空警察ヴェッカー改 ノエルサンドレ』を最後にヴェッカーシリーズから離れた後、同じように「時間移動技術を悪用する時空犯罪者と、その犯罪を取り締る機関、犯罪者たちを追う捜査官の物語」という設定で、独自に製作している。メディアによってはヴェッカーシリーズと同じ扱いになっていることもあるが、時空警察シリーズでは「ヴェッカー」の名前は使われておらず、公式としてのヴェッカーの続編は『時空警察ヴェッカーЯ』である。
下記のシリーズ一覧以外に、時空警察シリーズ20周年記念及び『時空警察ヴェッカーシグナ』の続編として、映画『時空警察SIG-Wecker』の予定があり、2023年12月時点において編集待機中である。また『時空警察ヴァージナル』の外伝として、朗読劇『クロミネンス・クロニクル』の舞台化作品『時空警察ヴァージナル外伝 Chrominence Chronicle Truth Live 〜血の慟哭〜』が2023年12月6日から公演予定であったが、主演俳優の体調不良により、全公演が延期された。

## 時空警察クロノゲイザー
一応のシリーズ完結作である。
- 時空警察クロノゲイザー（2016年7月6日 - 7月10日）[9]
- クロノゲイザー 時空の結び目（2017年8月18日 - 8月19日、映画）[10]

## イマジカル・マテリアル
『時空警察ヴェッカー1983』の外伝であり、同作に登場したキャラクター「時空警察ヴェッカー・リリーズ」を単独で主役とした作品。西暦2277年の少女3人組が現代にやって来て、現代の学園のトラブルを解決するために、未来の科学の力を魔法少女のように操って活躍する物語。元AKB48チーム8山本亜依が主役を務めた。
- イマジカル・マテリアル（2017年3月15日 - 3月20日）[13]

## 時空警察SIG-RAIDER
時空犯罪を取り締まる管理組織「SIG」と時空刑事「シグレイダー（SIG-RAIDER）」がテーマのシリーズ。
- 時空警察SIG-RAIDER（2018年1月31日 - 2月4日）[8]
- 時空警察SIG-RAIDER ノエルサンドレ・イヴ（2019年12月20日、ドラマCD）[15]
- 時空警察SIG-RAIDER 〜刻醒（エヴェイユ）〜（2020年2月29日 - 3月8日）[16]
- 時空警察SIG-RAIDER 〜彷徨（エトランジェ）〜（2021年1月16日 - 1月24日）[17]
- 時空警察SIG-RAIDER 邂逅〜エヴェリーヌ〜（2021年11月20日 - 11月28日）[18]

## クロミネンス・クロニクル
人類の歴史を操る人工生命体「クロミネンス」をテーマにした朗読劇。
- クロミネンス・クロニクル（2021年12月8日 - 12月12日）[19]
  - 畑澤和也が立ち上げた合同会社エスアイジーの作品第1弾[20]。プロデュースは桜餅まゆり[21]（楯真由子の歌手・コスプレイヤーとしての名義[22]）。脚本・演出は劇団カプセル兵団主催者の吉久直志[19]。
- クロミネンス・クロニクル2（2022年9月27日 - 10月2日）[21]
  - 楯真由子が代表を務める桜餅総本舗がプロデュース[21]。前作に新たな構想を加えて、畑澤和也自身が脚本と演出を行なった[23]。

## 時空警察ヴァージナル
現代、過去、未来の15歳の少女3人が主人公の朗読劇。
これまではヴェッカーシリーズも含め、実写や舞台が主軸だったが、本作は2次元キャラクター先行で、ボイスドラマとイラストを組み合わせた作品である。実写の制約がないので、学校が母艦に変形したり、バイクが変形してサポートロボットになったりと、メカニックの活躍場面もある。
- 時空警察ヴァージナル〜Re-birth〜（2022年10月15日 - 10月16日）[26]
  - 第1作『時空警察ヴァージナル』が、関係者の新型コロナウイルス感染のため全公演が中止され[27]、その復活公演である[28]。1860年（桜田門外の変の時代）、1945年（太平洋戦争末期の時代）、2021年と2022年（現代）の日本を舞台として、3人の時空刑事たちとサポートロボットたちの活躍を描く[29]。
- 時空警察ヴァ―ジナル -GRAVITY DAY -（2024年1月27日 - 1月28日）
  - 俳優・脚本家の高田那由太によるユニット「なゆたハムニダ」の番外企画[30]。

### 時空警察ヴァージナルON-Line
オンライン上の朗読劇。初日は1公演、2日目以降は昼と夜の2公演で、キャストの組み合わせは毎回違っている。
- 時空警察ヴァージナルON-Line〈現代編〉（2022年11月25日 - 11月27日）[31]
  - 現代・過去・未来の3部作の第1作[24]。『時空警察ヴェッカーシグナ』のメインキャラクターの1人・夏沢るり香役の彩月貴央が、同じ役で出演した[32]。
- 時空警察ヴァージナルON-Line〈過去編〉〜幕末異聞伝〜（2022年12月23日 - 12月25日）[31]
  - 現代・過去・未来の3部作の第2作。幕末に舞台に、幕末の志士たちが登場する[24]。
- 時空警察ヴァージナルON-Line〈未来編〉〜external future〜（2023年1月27日 - 1月29日）[31]
  - 現代・過去・未来の3部作の第3作。時空刑事の訓練学校が舞台[24]。
- 時空警察ヴァージナルON-Line〈外伝〉〜邂逅1993〜（2023年3月24日 - 3月26日）[31]
  - 『時空警察SIG-RAIDER 邂逅〜エヴェリーヌ〜』がベース[33]。
- 時空警察ヴァージナルON-Line〜Re-Birth〜（2023年4月28日 - 4月30日）[31]
  - 『時空警察ヴァージナル〜Re-birth』のリメイク。3日目のみ昼・夕・夜の3公演、全6公演が上演された[34]。
- 時空警察ヴァージナルON-Line〈外伝〉〜クロミネンス・クロニクル〜（2023年5月26日 - 5月28日）[31]
  - 中世ヨーロッパを舞台にして、物語を敵側から見た外伝[35]。
- 時空警察ヴァージナルON-Line〈Present〉〜承継2021〜（2023年6月23日 - 6月25日）[31]
  - 『時空警察ヴァージナルON-Line〈現代編〉』のリメイク[36]。3人の時空刑事の出会いを描く[37]。
- 時空警察ヴァージナルON-Line〜真夏の雪のシンデレラ〜（2023年7月28日 - 7月30日）[31]
  - 『時空警察ヴェッカーχ ノエルサンドレ』がベース[38]。
- 時空警察ヴァージナルON-Line〜虚空の海のラプンツェル〜（2023年8月25日 - 8月27日）[31]
  - 前作の続編。主題歌は森恵が舞台「原色歌謡曲図鑑」で歌った主題歌「迷宮のエトランジェ」であり、森恵は出演者の1人でもある[39]。
- 時空警察ヴァージナルON-Line〜戦国異聞伝〜（2023年9月22日 - 9月24日）[40]
  - 戦国時代が舞台で、織田信長、羽柴秀吉と、歴史上の戦国武将たちが登場する[40]。
- 時空警察ヴァージナルON-Line〜異説・坂本龍馬伝〜（2023年10月27日 - 10月29日）[41]
  - 幕末時代に坂本龍馬を暗殺したのは誰かをテーマにしている[41]。
- 時空警察ヴァージナルON-Line〈エクスターナル・フューチャー〉前編〜時空警察学園〜（2023年11月24日 - 11月26日）[42]
  - 『時空警察ヴァージナルON-Line』シリーズの最終作の前編。時空警察を育成する「時空警察学園」を舞台とする物語[42]。
- 時空警察ヴァージナルON-Line〈エクスターナル・フューチャー〉後編〜時空の結び目〜（2023年12月22日 - 12月24日）[43]
  - 『時空警察ヴァージナルON-Line』シリーズの最終作の後編[43]。
- 時空警察ヴァージナルON-Line〈アナザーエッジ〉〜クロス・オーヴァー〜（2024年1月26日 - 1月28日）[44]
  - 1話完結のオムニバス・ストーリー3本による外伝[44]。